# About Time (New York Gong)
(Dalla copertina dell'album)
About Time è l'unico album in studio dei New York Gong, band spin-off dei Gong, pubblicato nel 1980 dalla Charly Records. Nella formazione era presente il leader dei Gong Daevid Allen – alle sue prime esperienze con la New Wave – insieme ai membri della Zu Band. Dopo questo disco, il gruppo continuò la propria attività musicale senza Allen con il nome Material, sotto la guida del bassista Bill Laswell.

## I New York Gong
Nel 1978, il produttore Giorgio Gomelsky si trasferì a New York con l'intento di promuovere negli Stati Uniti il rock progressivo dei gruppi con cui aveva lavorato, tra cui i Gong, gli Henry Cow e i Magma. Stabilì la propria base allo Zu Club di Manhattan e tra i primi musicisti con cui entrò in contatto vi fu il bassista Bill Laswell, che spinse a formare un gruppo con i giovanissimi Michael Beinhorn (sintetizzatore) e Fred Maher (batteria). Le prime sessioni ebbero luogo nello scantinato del club.
Nacque così la Zu Band, che nell'ottobre 1978 si esibì in concerto allo Zu Club con il leader dei Gong Daevid Allen, e per l'occasione il gruppo prese il nome New York Gong. In seguito si unirono il chitarrista Cliff Cultreri e il secondo batterista Bill Bacon per una tournée primaverile che proponeva come repertorio soprattutto brani della trilogia di Radio Gnome Invisible e di Camembert Electrique dei Gong. In autunno vi furono le sedute di registrazione di About Time al Bananamoon Observatory Studios di Willow, nello Stato di New York. Il gruppo fece quindi una tournée in Francia per promuovere il disco, ma i membri statunitensi non si trovarono a proprio agio in Europa e si divisero da Allen di comune accordo. In seguito continuarono a suonare con il nome Material.

## Il disco
Il disco testimonia la partecipazione alla scena del rock club newyorkese CBGB nel 1979 di Daevid Allen, che con questo album propone un repertorio completamente nuovo. La musica trae ispirazione dalla psichedelia (nel brano di apertura Preface, dove Allen propone una delle sue visionarie poesie, come a inizio carriera), dalla new wave (I Am a Freud) e dal punk (Much Too Old). Reminescenze dei primi Gong si trovano nel brano Jungle Windo(w), grazie anche all'apporto del sax di Gary Windo. I Am a Freud richiama alla mente la musica che suonavano a quel tempo i Talking Heads. I brani Materialism e Strong Woman sono caratterizzati dalla chitarra glissando di Allen e precorrono il sound che i King Crimson avrebbero proposto nei primi anni ottanta.

## Singoli e successive pubblicazioni correlate
Prima dell'uscita del disco, verso la fine del 1979 i New York Gong pubblicarono con Charly Records i singoli Much Too Old / I Am A Freud e Jungle Windo(w) / Much Too Old, tracce che sarebbero state incluse in About Time.
Nel 1981, la Ottersongs pubblicò in musicassetta Daevid Allen Live In USA 79, contenente nel lato A brani registrati dal vivo con i New York Gong nel 1979, tra cui uno di About Time, e sul lato B poesie di Daevid Allen registrate dal vivo nello stesso periodo. La musicassetta sarebbe stata ripubblicata dalla GAS Records di Daevid Allen nel 1992 con il titolo Live in the USA 1979, attribuito a Daevid Allen & New York Gong.
Nel 1982 uscì per la Charly Records Divided Alien Playbax 80, attribuito a Daevid Allen, con brani delle sessioni di About Time del 1979 registrati con Laswell, Bacon e Maher. L'album Alien In New York di Allen, pubblicato dalla Charly Records nel 1983, contiene brani registrati con Laswell, Bacon, Maher e Windo nel 1978. Nel 1997 fu pubblicato su CD e in vinile dalla Blueprint Records l'album Divided Alien Clockwork Band di Daevid Allen, realizzato con loop di brani dei New York Gong e poesie di Allen registrati dal vivo allo Squat Theatre di New York nel 1980.

## Tracce
- Tutti i brani sono stati scritti da Daevid Allen, eccetto dove indicato.

1. Preface – 1:28 (Allen, Michael Beinhorn)
2. Much Too Old – 2:43 (Allen, Bill Laswell)
3. Black September – 4:03 (Allen, Cliff Cultreri)
4. Materialism – 3:12 (Laswell, Cultreri)
5. Strong Woman – 4:30 (Allen, Bill Bacon)
6. I Am a Freud – 1:46
7. O My Photograph – 9:10
8. Jungle Windo(w) – 6:19
9. Hours Gone – 4:05

Durata totale: 37:16

## Formazione
- Daevid Allen – voce, chitarra ritmica; glissando guitar nei brani 4, 5 e 7[13]
- Cliff Cultreri – chitarra solista (tracce 2,3,4,6,7)
- Bill Laswell – basso
- Fred Maher – batteria (tracce dalla 1 alla 4 e dalla 6 alla 9)
- Bill Bacon – batteria (tracce 1, 2 e dalla 4 9)
- Michael Beinhorn – sintetizzatore (traccia 1)
- Don Davis – sassofono contralto (traccia 6)
- Gary Windo – sassofono tenore (traccia 8)
- Mark Kramer – organo (traccia 9)